# Oktober 1979
Portal Geschichte | Portal Biografien | Aktuelle Ereignisse | Jahreskalender | Tagesartikel

◄ |
19. Jahrhundert |
20. Jahrhundert
| 21. Jahrhundert

◄ |
1940er |
1950er |
1960er |
1970er
| 1980er | 1990er | 2000er | ►

◄ |
1975 |
1976 |
1977 |
1978 |
1979
| 1980 | 1981 | 1982 | 1983 | ►

◄ |
Juli 1979 |
August 1979 |
September 1979 |
Oktober 1979 |
November 1979 |
Dezember 1979 |
Januar 1980 |
►
Dieser Artikel behandelt aktuelle Nachrichten und Ereignisse im Oktober 1979.

## Tagesgeschehen

### Montag, 1. Oktober 1979
- Neuilly-sur-Seine/Frankreich: Der Comiczeichner Albert Uderzo gründet den Verlag Les Éditions Albert René. Damit bricht der Astérix-Co-Urheber mit dem Verlag Dargaud und löst Spekulationen aus, ob er die Serie ohne den verstorbenen Texter René Goscinny fortsetzen will, der 1977 während der Entstehung des Albums Asterix bei den Belgiern verstarb.[1]

### Freitag, 5. Oktober 1979
- Bern/Schweiz: Die Bundesversammlung beschließt das erste Asylgesetz in der Geschichte der Eidgenossenschaft. Es gewährt Flüchtlingen dauerhaften Schutz. Zu diesen zählen z. B. Menschen, die in ihrem Heimatstaat oder in dem Land, aus dem sie emigrierten, Nachteile wegen ihrer „Rasse, Religion, Nationalität, Zugehörigkeit zu einer bestimmten sozialen Gruppe oder wegen ihrer politischen Anschauungen“ erleiden.[2]

### Samstag, 6. Oktober 1979
- Washington, D.C./Vereinigte Staaten: Paul Volcker, Vorsitzender des Offenmarktausschusses im Zentralbank-System Federal Reserve, erklärt die Kontrolle des Geldmengenwachstums zum wichtigsten Instrument bei der Bekämpfung der hohen Inflation. Deutlich abgesenkte Zinssätze sollen den Kaufkraftverlust bremsen und den Status des US-Dollars als Hartwährung sichern.[3]

### Sonntag, 7. Oktober 1979
- Bremen/Deutschland: Bei der Bürgerschaftswahl verteidigt die SPD mit 49,4 % der Stimmen die absolute Mehrheit. Für die Partei des Bremer Bürgermeisters Hans Koschnick ist das gegenüber 1975 nur ein leichter Aufwärtstrend. Die übrigen Fraktionen in der Bürgerschaft stellen die CDU (31,9 %), die FDP (10,7 %) und die Bremer Grüne Liste (5,1 %). Nie zuvor schaffte eine Partei, die das Ziel einer ökologisch nachhaltigen menschlichen Lebensweise verfolgt, den Einzug in ein deutsches Landesparlament.[4]
- Klagenfurt/Österreich: Die SPÖ baut ihre seit 1970 bestehende absolute Mehrheit bei der Landtagswahl in Kärnten noch einmal aus und landet bei knapp 54 % Stimmenanteil. Neben der SPÖ ziehen die ÖVP mit knapp 32 % und die FPÖ mit 11,7 % in den Landtag ein.[5]
- Linz/Österreich: Bei der Landtagswahl in Oberösterreich entfällt erstmals seit 1945 mehr als die Hälfte der abgegebenen Stimmen auf die Oberösterreichische Volkspartei. Leichte Verluste muss die SPÖ hinnehmen. Die FPÖ erzielt mit 6,38 % ihr historisch schlechtestes Ergebnis in diesem Land.[6]

### Donnerstag, 11. Oktober 1979
- Stockholm/Schweden: Den Nobelpreis für Physiologie oder Medizin werden in diesem Jahr der in Südafrika geborene Amerikaner Allan McLeod Cormack und der Brite Godfrey Hounsfield „für ihre Entwicklung der Computertomographie“ erhalten. Der griechische Dichter Odysseas Elytis erhält in diesem Jahr den Nobelpreis für Literatur.[7][8]

### Freitag, 12. Oktober 1979
- Stockholm/Schweden: Der ehemalige Ministerpräsident Thorbjörn Fälldin von der Zentrumspartei wird nach circa einjähriger Abstinenz vom höchsten Regierungsamt für eine weitere Amtszeit als Ministerpräsident vereidigt. Es gelang ihm, eine Koalition aus Zentrumspartei, Moderater Sammlungspartei und der Volkspartei Die Liberalen zu formen.[9]

### Samstag, 13. Oktober 1979
- Frankfurt am Main/Deutschland: Der in New York, Vereinigte Staaten, geborene und in England lebende Geiger Yehudi Menuhin erhält den Friedenspreis des Deutschen Buchhandels.[10]

### Sonntag, 14. Oktober 1979
- Amsterdam/Niederlande: Die Umweltschützer der Gruppen, die sich weltweit unter dem Namen „Greenpeace“ (deutsch Grüner Frieden) betätigen, melden die „Stichting Greenpeace Council“ als Dach für ihre Non-Profit-Organisationen an, deren erste 1971 in Kanada ins Leben gerufen wurde.[11]
- Ankara/Türkei: Bei der Wahl zum Senat der Republik erhält die Republikanische Volkspartei (CHP) nur 29,1 % der Stimmen, aus diesem Anlass verkündet der Ministerpräsident der Türkei Bülent Ecevit (CHP) seinen Rücktritt vom Amt des Regierungschefs.[12][13]
- Bonn/Deutschland: Rund 150.000 Menschen demonstrieren für die Stilllegung aller Atomanlagen in der Bundesrepublik.[14]

### Montag, 15. Oktober 1979
- San Salvador/El Salvador: Präsident Carlos Humberto Romero verliert während seines Aufenthalts in den Vereinigten Staaten sein Amt. Die Junta Revolucionaria de Gobierno (deutsch Versammlung der Revolutionären Regierung) ersetzt den Diktator durch Oberst Jaime Abdul Gutiérrez Avendano.[15]
- Stockholm/Schweden: Der Anglo-Amerikaner Herbert Charles Brown und der Deutsche Georg Wittig werden in diesem Jahr den Nobelpreis für Chemie erhalten. Die Stiftung ehrt ihre Arbeiten auf dem Feld der Organischen Chemie. Der Nobelpreis für Physik wird in diesem Jahr an die Amerikaner Sheldon Lee Glashow und Steven Weinberg sowie den Pakistani Abdus Salam für ihre Arbeiten auf dem Gebiet der Teilchenphysik verliehen.[16][17]

### Dienstag, 16. Oktober 1979
- Stockholm/Schweden: Der Amerikaner Theodore W. Schultz und der auf St. Lucia geborene Brite W. Arthur Lewis werden in diesem Jahr „für ihre Erforschung der wirtschaftlichen Entwicklung“ den Alfred-Nobel-Gedächtnispreis für Wirtschaftswissenschaften erhalten.[18]

### Mittwoch, 17. Oktober 1979
- Heidelberg/Deutschland: An der in diesem Jahr auf Beschluss des Zentralrats der Juden in Deutschland errichteten privaten Hochschule für Jüdische Studien, der ersten Judaistik-Hochschule in der Bundesrepublik, nehmen die ersten 16 Studenten ihr Studium auf.[19]
- München/Deutschland: Eine Reportage in der Süddeutschen Zeitung lässt das Thema Waldsterben aus Forscherkreisen ins Bewusstsein einer größeren Öffentlichkeit gelangen. In der Reportage heißt es zum Beispiel: „Der deutsche Wald muss sterben, der Kölner Dom zerfallen, weil die Schlote qualmen sollen.“[20]

### Freitag, 19. Oktober 1979
- Darmstadt/Deutschland: Die Deutsche Akademie für Sprache und Dichtung verleiht den Georg-Büchner-Preis an den Deutschen Ernst Meister.[21]

### Sonntag, 21. Oktober 1979
- Bern/Schweiz: Die Stimmberechtigten der Eidgenossenschaft wählen einen neuen Nationalrat und stimmen über 38 Mandate des 46 Mitglieder umfassenden Ständerats ab. Stärkste Fraktion im Nationalrat bleibt bei leichten Verlusten gegenüber 1975 die Sozialdemokratische Partei (SP). Auf Platz 2 der Wählergunst liegt mit einem beinahe identischen Wahlergebnis zur SP die FDP.[22][23]
- Bregenz/Österreich: Bei der Wahl zum Vorarlberger Landtag entscheidet sich die absolute Mehrheit der Wähler für die ÖVP. Auf sie entfallen 22 der 36 Mandate im nächsten Landtag. Die SPÖ stagniert, wie seit 1954 üblich, zwischen 25 % und 30 % der Wählerstimmen. Die FPÖ erreicht 12,5 %.[24]
- New York/Vereinigte Staaten: Die Norwegerin Grete Waitz stellt einen neuen Weltrekord im Damen-Marathon auf. Beim New-York-City-Marathon absolviert sie die 42,195 km in 2 Stunden 27 Minuten 33 Sekunden und ist damit annähernd fünf Minuten schneller als bei ihrem letzten Weltrekordlauf 1978.[25]

### Montag, 22. Oktober 1979
- New York/Vereinigte Staaten: Mehr als neun Monate nach seiner Flucht aus dem Iran und Aufenthalten in Ägypten, Marokko, auf den Bahamas und in Mexiko trifft der ehemalige iranische Herrscher Mohammad Reza Pahlavi in den Vereinigten Staaten ein, um seine Krebserkrankung im New York Hospital behandeln zu lassen. Die US-Regierung gehört zu den schärfsten Kritikern der im Iran ausgebrochenen Islamischen Revolution, vermeidet aber die Bekanntgabe der Einreise des Schahs, um weiteren Gewaltausbrüchen im Iran vorzubeugen.[26]

### Dienstag, 23. Oktober 1979
- Prag/Tschechoslowakei: Das Amtsgericht verurteilt sechs Kritiker des Sozialismus zu mehrjährigen Haftstrafen. Einer von ihnen ist Václav Havel, der als Verfasser des 1978 veröffentlichten Essays „Versuch, in der Wahrheit zu leben“ viele systemkritische Jugendliche in den realsozialistischen europäischen Ländern inspirierte.[27]

### Donnerstag, 25. Oktober 1979
- Spanien: Die teilnehmenden Stimmberechtigten bei Referenden in den drei baskischen Regionen Spaniens sowie in Katalonien nehmen jeweils Statuten an, die bestimmte Hoheitsrechte von der Zentralregierung an regionale politische Institutionen übertragen. Die drei baskischen Regionen sollen dabei zur Gemeinschaft Baskenland fusionieren.[28]

### Freitag, 26. Oktober 1979

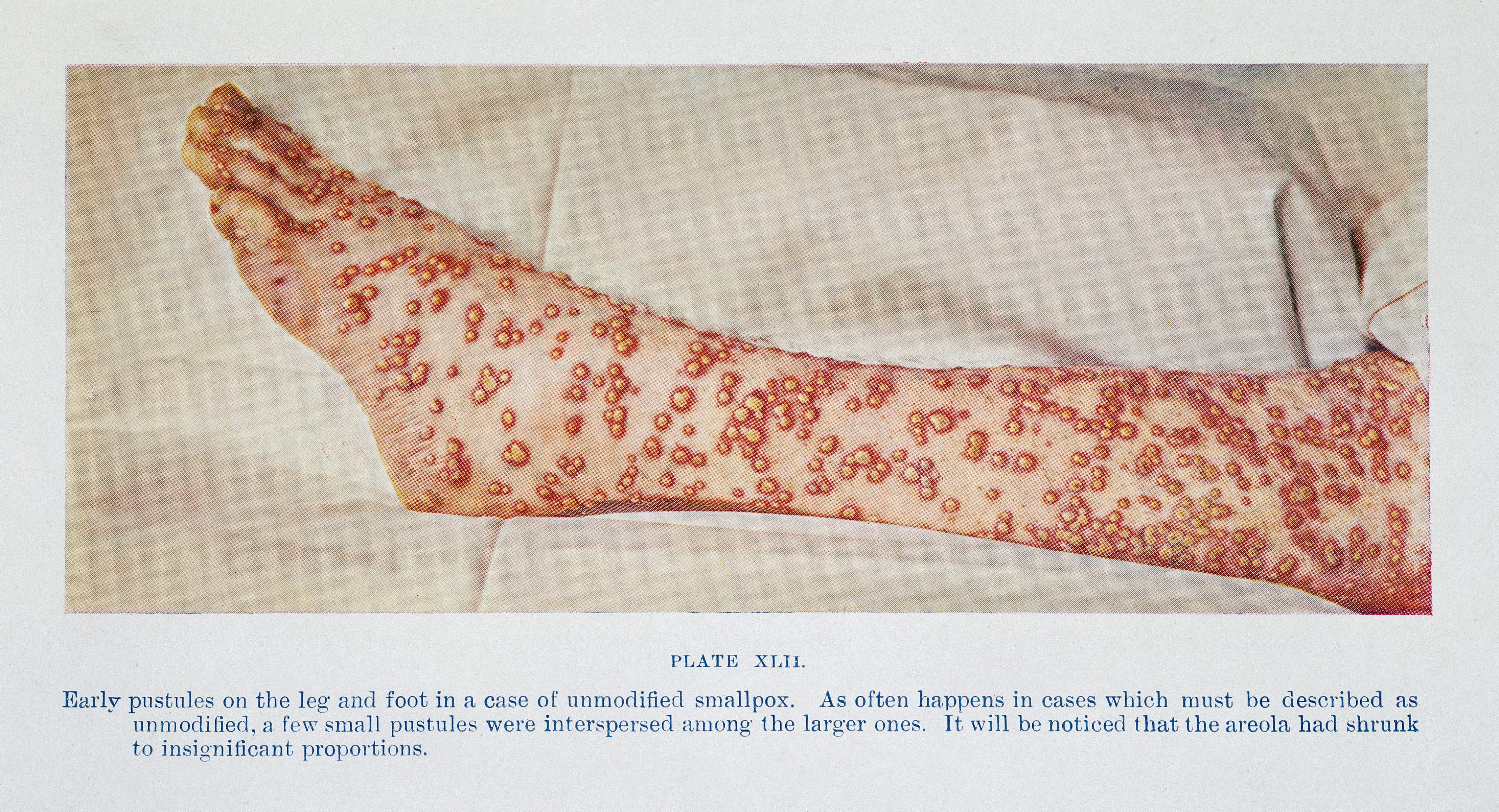
Bein mit Pocken, künstlerische Darstellung

- Nairobi/Kenia: Die Weltgesundheitsorganisation verkündet, dass die Infektionskrankheit Pocken weltweit ausgerottet wurde. Die letzten Fälle traten 1977 in Somalia auf.[29]

### Samstag, 27. Oktober 1979

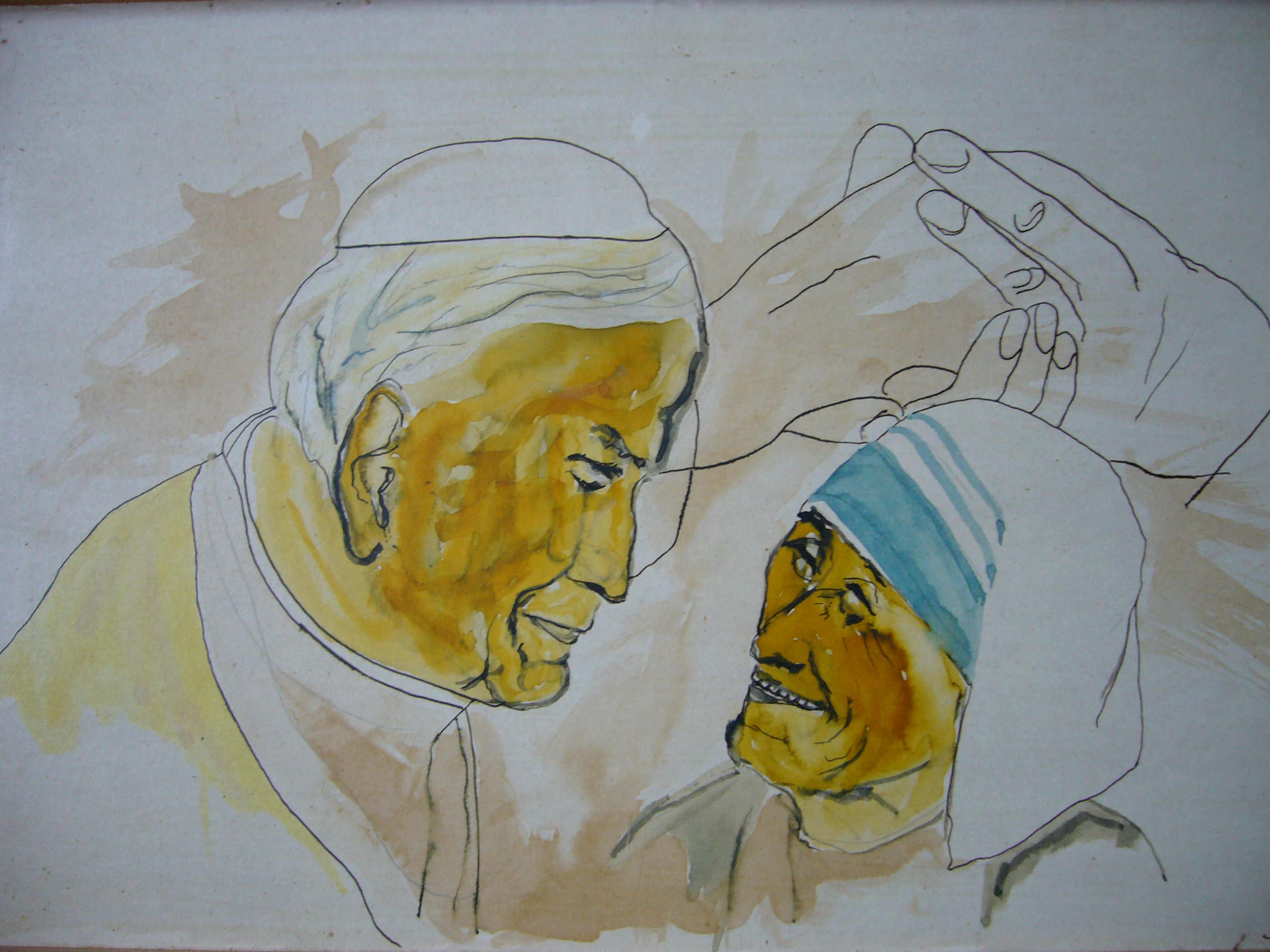
Mutter Teresa widmet ihr Leben in Indien karitativen Zwecken

- Kingstown/St. Vincent und die Grenadinen: Die Britische Monarchie entlässt den aus 33 Karibikinseln bestehenden Staat in die Unabhängigkeit. Im Commonwealth of Nations bleibt er als parlamentarische Monarchie mit dem Vereinigten Königreich lose verbunden.[30]
- Oslo/Norwegen: Für den „Dienst an den Ärmsten der Armen“ wird die 1910 in Mazedonien, Teil des Osmanischen Reichs, geborene Gründerin des Ordens Missionarinnen der Nächstenliebe Mutter Teresa den diesjährigen Friedensnobelpreis erhalten.[31]

### Montag, 29. Oktober 1979
- Oakland/Vereinigte Staaten: Der jährlich berechnete Welterschöpfungstag der Nichtregierungsorganisation Global Footprint Network fällt erstmals auf einen Tag im Monat Oktober. Am heutigen Tag hat die Menschheit dem Planeten Erde im laufenden Jahr so viele Rohstoffe entnommen, wie sie ihm binnen eines Jahrs entnehmen kann, um dauerhaft von den Ressourcen des Planeten leben zu können.[32]

## Weblinks

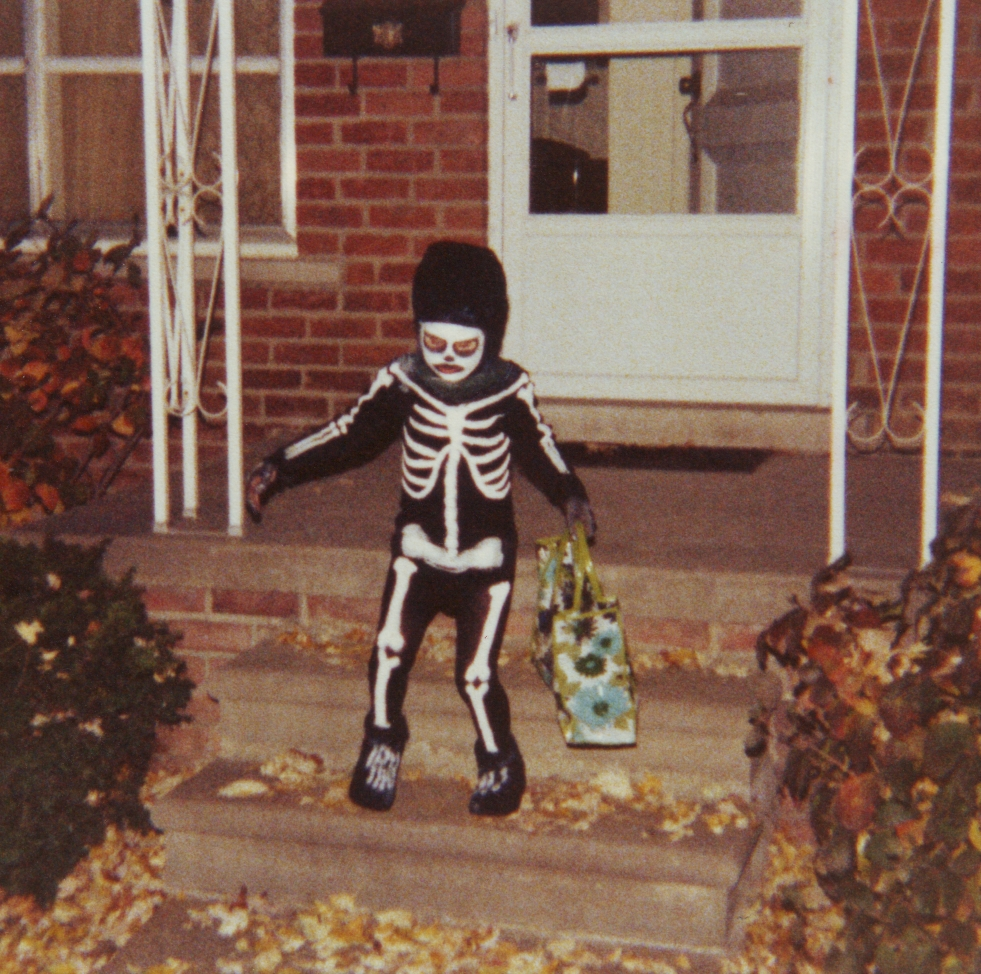
Michigan im Oktober 1979